# Ère Eichō
L'ère Eichō (en japonais : 永長) est une des ères du Japon (年号, nengō, littéralement « le nom de l'année ») suivant l'ère Kahō et précédant l'ère Jōtoku s'étendant du mois de décembre 1094 au mois de novembre 1096. L'empereur régnant est  Horikawa-tennō (堀河天皇).

## Changement de l'ère
- 28 janvier 1096 Eichō gannen (永長元年?) : Le nom de la nouvelle ère est créé pour marquer un événement ou une série d'événements. L'ère précédente se termine là où commence la nouvelle, en Kahō 3, le 17e jour du 12e mois de  1096[2]

## Événements de l'ère Eichō
- 1096 (Eichō 1) : Le régent kampaku Fujiwara no Moromichi est élevé au deuxième rang de première classe[3].
- 1096 (Eichō 1) : Durant l'été, une série de grandes représentation de danse dengaku se déroule dans les rues et à l'air libre près de la ville. Les participants viennent de l'aristocratie comme des gens du peuple; et même l'ancien empereur y prend part avec les membres de la cour impériale[3].

| Eichō     | 1e   | 2e   |
| Grégorien | 1096 | 1097 |